# Science-Fiction-Jahr 2025
Übersicht

◄◄ | ◄ | 2021 | 2022 | 2023 | 2024 | Science-Fiction-Jahr 2025

Weitere Ereignisse

## Neuerscheinungen Literatur
| Deutscher Titel                  | Deutschsprachiges Erscheinungsjahr | Originaltitel | Autor           | Anmerkungen |
| -------------------------------- | ---------------------------------- | ------------- | --------------- | ----------- |
| Lyneham                          | 2025                               | -             | Nils Westerboer |             |
| Skyrmionen. Oder: A Fucking Army | 2025                               | -             | Dietmar Dath    |             |
| Morphotrophic                    | -                                  | Morphotrophic | Greg Egan       |             |

## Neuerscheinungen Filme
| Deutscher Titel                  | Deutschsprachiges Erscheinungsjahr | Originaltitel                    | Regie         | Anmerkungen |
| -------------------------------- | ---------------------------------- | -------------------------------- | ------------- | ----------- |
| Captain America: Brave New World | 2025                               | Captain America: Brave New World | Julius Onah   |             |
| Mickey 17                        | 2025                               | Mickey 17                        | Bong Joon-ho  |             |
| Thunderbolts*                    | 2025                               | Thunderbolts*                    | Jake Schreier |             |

## Neuerscheinungen Computerspiele
| Deutscher Titel | Originaltitel | Studio            | Genre            | Plattform                                                        | Anmerkungen |
| --------------- | ------------- | ----------------- | ---------------- | ---------------------------------------------------------------- | ----------- |
| Split Fiction   | Split Fiction | Hazelight Studios | Action-Adventure | Microsoft Windows, Nintendo Switch 2, PlayStation 5, Xbox Series |             |

## Gestorben
- Tor Åge Bringsværd (* 1939)
- Damien Broderick (* 1944)
- Peter David (* 1956)
- Barry B. Longyear (* 1942)
- Peter Morwood (* 1956)
- Swen Papenbrock (* 1960)
- Susan Beth Pfeffer (* 1948)
- Al Sarrantonio (* 1952)
- Martin Cruz Smith (* 1942)